# Opløselighed
Opløselighed er en egenskab ved et fast, væske eller gasformigt kemisk stof i en opløsning af enten fast, flydende eller gasformigt solvent til at forme et homogen opløsning. Opløseligheden af et stof afhænger grundlæggende af de fysiske og kemiske egenskaber af både stoffet og solventet, samt temperaturen, trykket og pH på opløsningen. Graden af en forbindelse i et specifikt solvent måles i mætningskoncentrationen, hvor koncentrationen ikke øges selvom der tilsættes mere stof, og det overskydende begynder at udfælde i opløsningen.
Normalt er solventet en væske, hvilket kan være et rent stof eller en blanding. Man kan også tale om fastfaseopløsning, men er sjældent en opløsning i gasfase (se damp-væske-ligevægt i stedet).
Opløseligheden varierer voldsomt fra uendeligt opløselig (fuld miscibilitet
) som ethanol i vand til dårligt opløselige som ved sølvchlorid i vand. Termen uopløselig bruges ofte om dårligt eller meget ringe opløselige stoffer.
Under visse betingelser kan opløselighedsligevægten bliver overskredet og giver så en såkaldt overmættet opløsning som er metastabil. Metastabilitet af krystaller kan også føre til tydelige forskelle i mængden af et stof, der opløses afhængigt af dets krystalform eller partikelstørrelse.
Opløselighed bør ikke forveksles med evnen til at opløse eller bliver flydende, da opløsningen ikke kun kan forekomme ved at gå i opløsning men også ved en kemisk reaktion. For eksempel er zink uopløselig i saltsyre, men bliver opløst i saltsyre af en kemisk reaktion og danner hydrogengas og zinkchlorid, som til gengæld er opløselig i syren. Jo mindre partiklerne er, jo hurtigere går de i opløsning.